# Overgrowth
Overgrowth je počítačová hra vyvíjená indie skupinou Wolfire Games. Hra byla ohlášena 17. září 2008 pro všechny tři majoritní platformy: macOS, Windows a Linux.
Hra je viděna z pohledu třetí osoby, odehrává se ve středověkém světě válčících antropomorfních zajíců, vlků, psů, koček a krys. Vývoj hry je veden Davidem Rosenem, známým zejména komunitou herních vývojářů pro Mac kvůli třem rokům nepřetržitých vítězství v soutěži uDevGames. Datum vydání hry není dosud známé.

## Hlavní znaky
Overgrowth bude založen na novém herním enginu zvaném "Phoenix". Engine zahrnuje mnoho pokročilých technologií, zejména animace na základě fyzického modelu. Také představuje vylepšený systém pohybu, ve kterém budou přechody mezi během, skoky či kotouly zcela plynulé, stejně jako ostatní animace či postoje, v závislosti na prostředí, náladě a dokonce i osobnosti.
Mezi dalšími přednostmi je modulární systém výzbroje, realistický růst vegetace, velký výběr zbraní a editor pro tvorbu map, objektů, zbraní i celých kampaní. Nepotvrzená je podpora kooperativního multiplayeru, RPG prvků a procedurálních měst.

## Herní ovládání
Zatím je známo jen pár informací, nicméně Overgrowth bude nejspíše navazovat na svého předchůdce Lugaru. Bojový systém tedy bude pravděpodobně postaven na kontextových útocích a protiútocích (typ útoku tedy bude záviset na hráčově pozici vzhledem k protivníkovi), vysoké pohyblivosti a na kontaktu s prostředím.
Ve hře bude takřka určitě uplatněn systém protiútoků. Každý útok může být odvrácen stisknutím určité klávesy v pravý čas. Žádný typ útoku tedy není neporazitelný. Protiútoky samy mohou být odvráceny k znovunastolení statu quo.
Příklad využití prostředí se objevil na blogu – útěk před vlky skrz řeku kvůli zamaskování pachové stopy.